# كريستي يونغ
كريستي يونغ (بالإنجليزية: Kirsty Young)‏ هي صحفية بريطانية، ولدت في 23 نوفمبر 1968 في East Kilbride ‏ في المملكة المتحدة.

## وصلات خارجية
- كريستي يونغ على موقع IMDb (الإنجليزية)
- كريستي يونغ على موقع ميوزك برينز (الإنجليزية)
- كريستي يونغ على موقع قاعدة بيانات الفيلم (الإنجليزية)